# Étangs de Basturs
Les Étangs de Basturs (en catalan : Estanys de Basturs) est un site d'importance communautaire situé sur la commune de Isona i Conca Dellà, dans la région de Pallars Jussà, dans la province de Lleida (Catalogne, Espagne). C'est une formation de zone humide d'origine karstique. Avec l'étang de Montcortés, c'est le seul des Pyrénées à ne pas être d'origine glaciaire. La réserve naturelle couvre une superficie de 36,98 ha. Cet espace appartient aussi à Natura 2000 (espace ES5130030 "estanys de Basturs") et a été approuvée en septembre 2006. Se compose actuellement de deux étangs bien formés, on est presque circulaire, plus grande, avec un bol conique, et une plus petite, située dans le nord-ouest de la première, complètement entourée par les cultures et séché en partie due à l'ouverture d'une tranchée drainage. Son hydrologie est largement contrôlée par les apports des eaux souterraines plus ou moins constante tout au long de l'année.

## Galerie

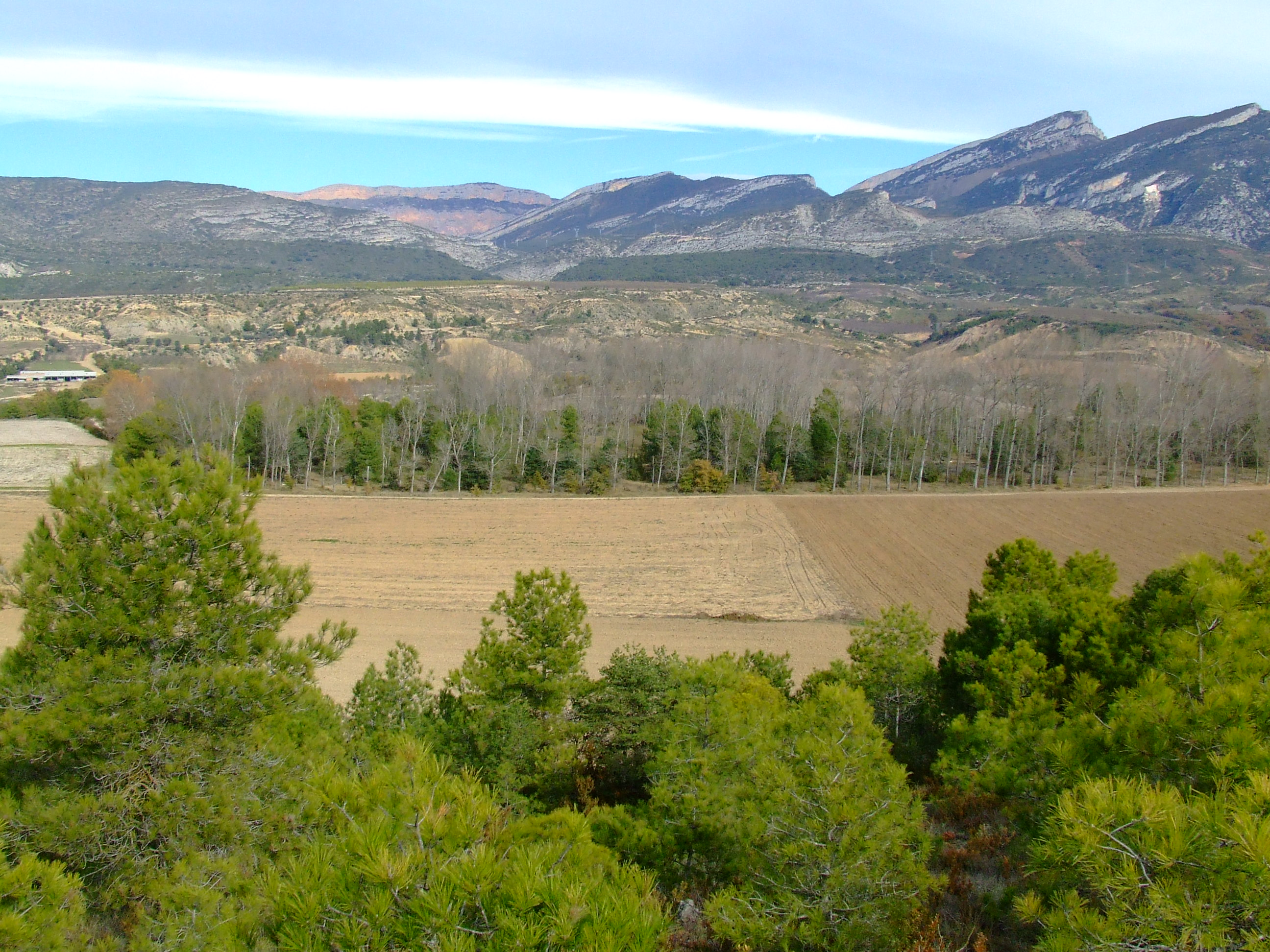
Étang grand de Basturs.
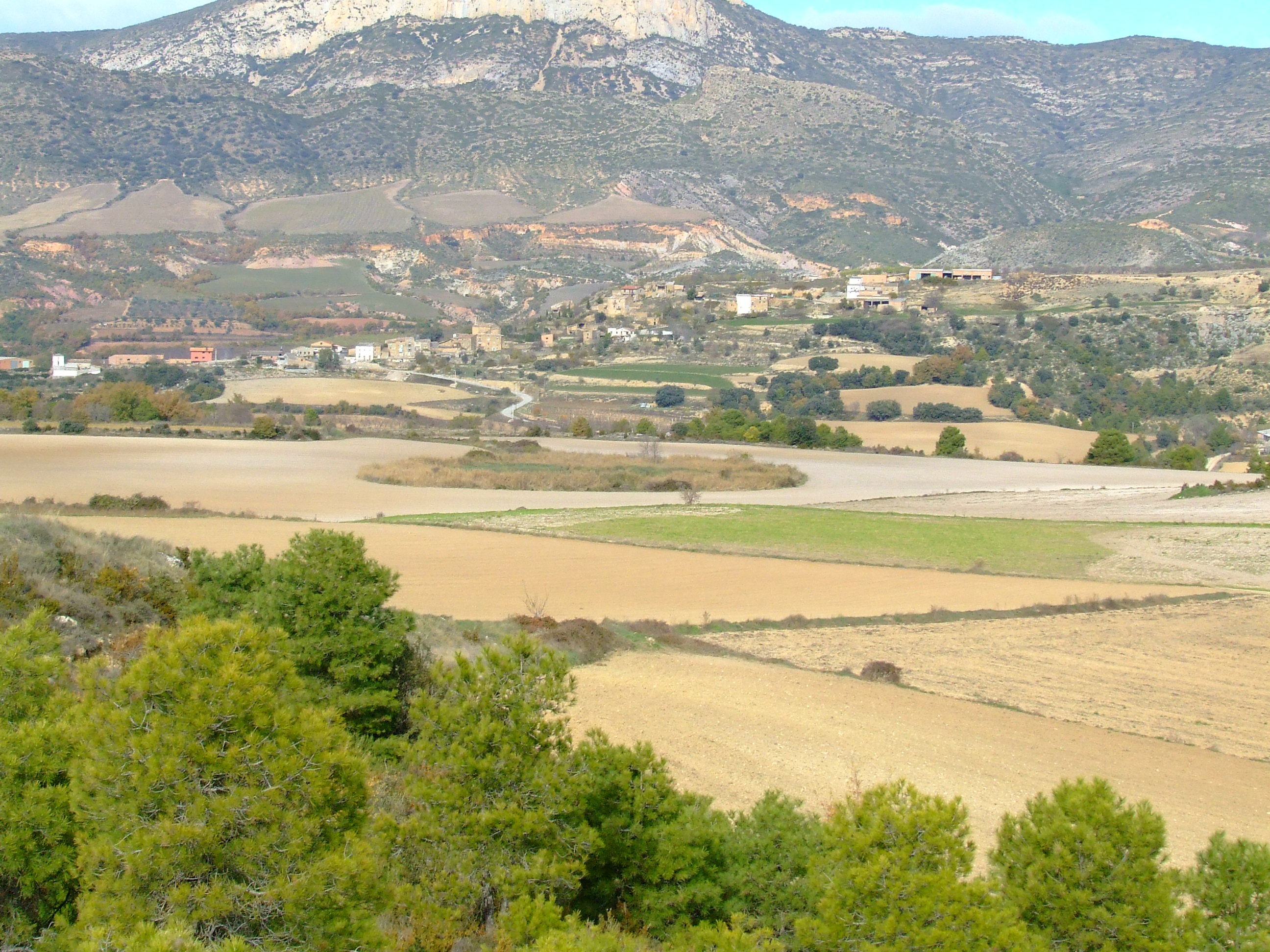
Étang petit de Basturs.
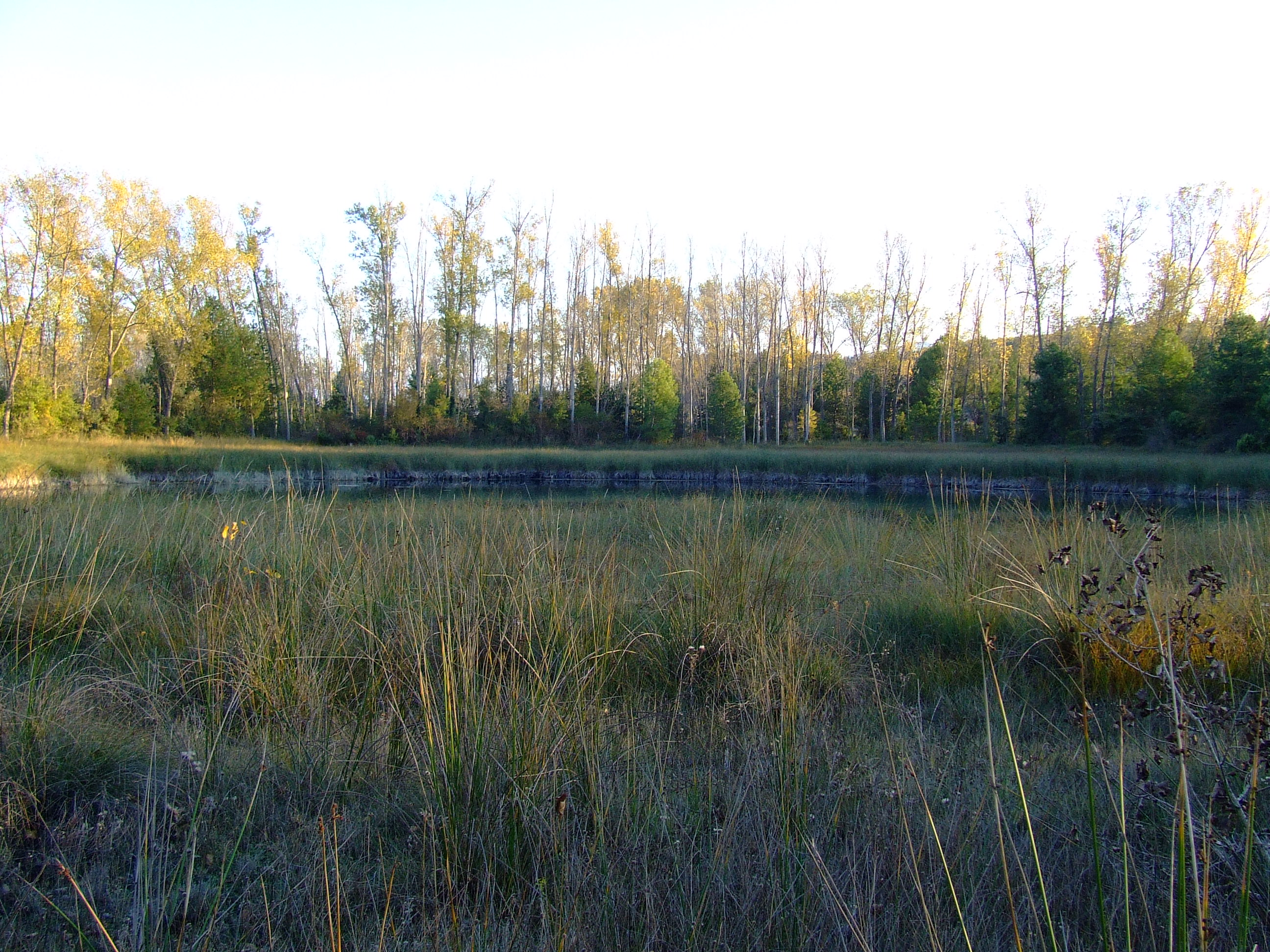
Étangs de Basturs.